# Aeroporto de Palotina
O Aeroporto de Palotina - Brasílio Marques (ICAO:SSPT) é um aeródromo civil público localizado no muncípio brasileiro de Palotina, no estado do Paraná.

## Características
- Palotina - SSPT
- Nome do Aeroporto: Aeroporto Brasílio Marques
- Endereço: Vila Paraíso
- Administração: C. Vale Cooperativa Agroindustrial, Prefeitura de Palotina
- Telefone: 44 3649-5203 C. Vale Cooperativa Agroindustrial
- Dimensões da Pista: 1200x18m
- Quantidade de Pousos e Decolagens: 120 mês
- Altitude: 372m
- Revestimento da Pista: Asfalto
- Opera com Linha Aérea Regular? Não
- Opera por Instrumentos? Não
- Opera no Período Noturno? Não
- Designativo das Cabeceiras: 03/21
- Resistência da Pista: 5.700 kg
- Coordenadas Geográficas: 24º20'41" S 053º49'44"W